# Max von Pettenkofer

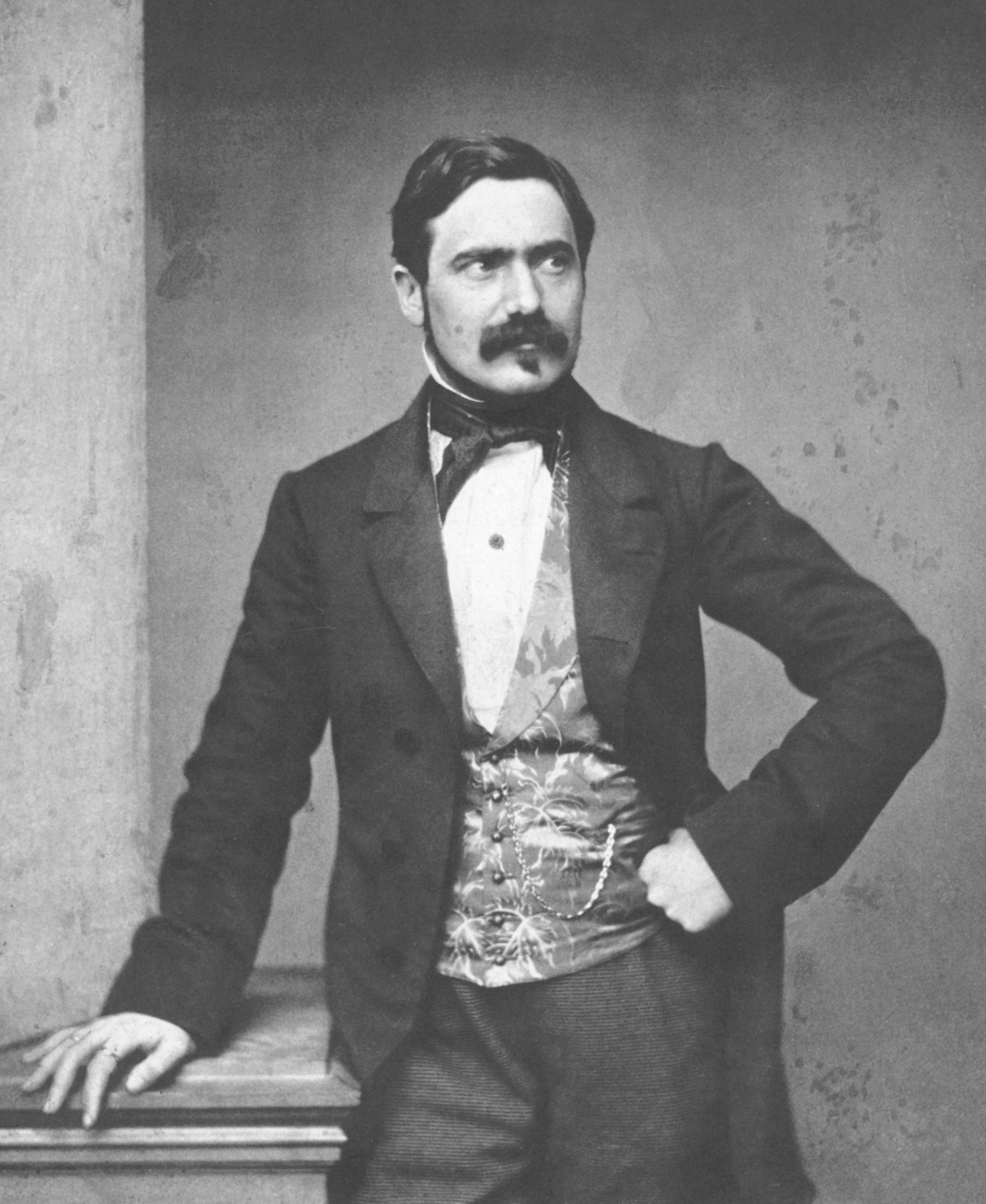
Max von Pettenkofer, ca. 1860

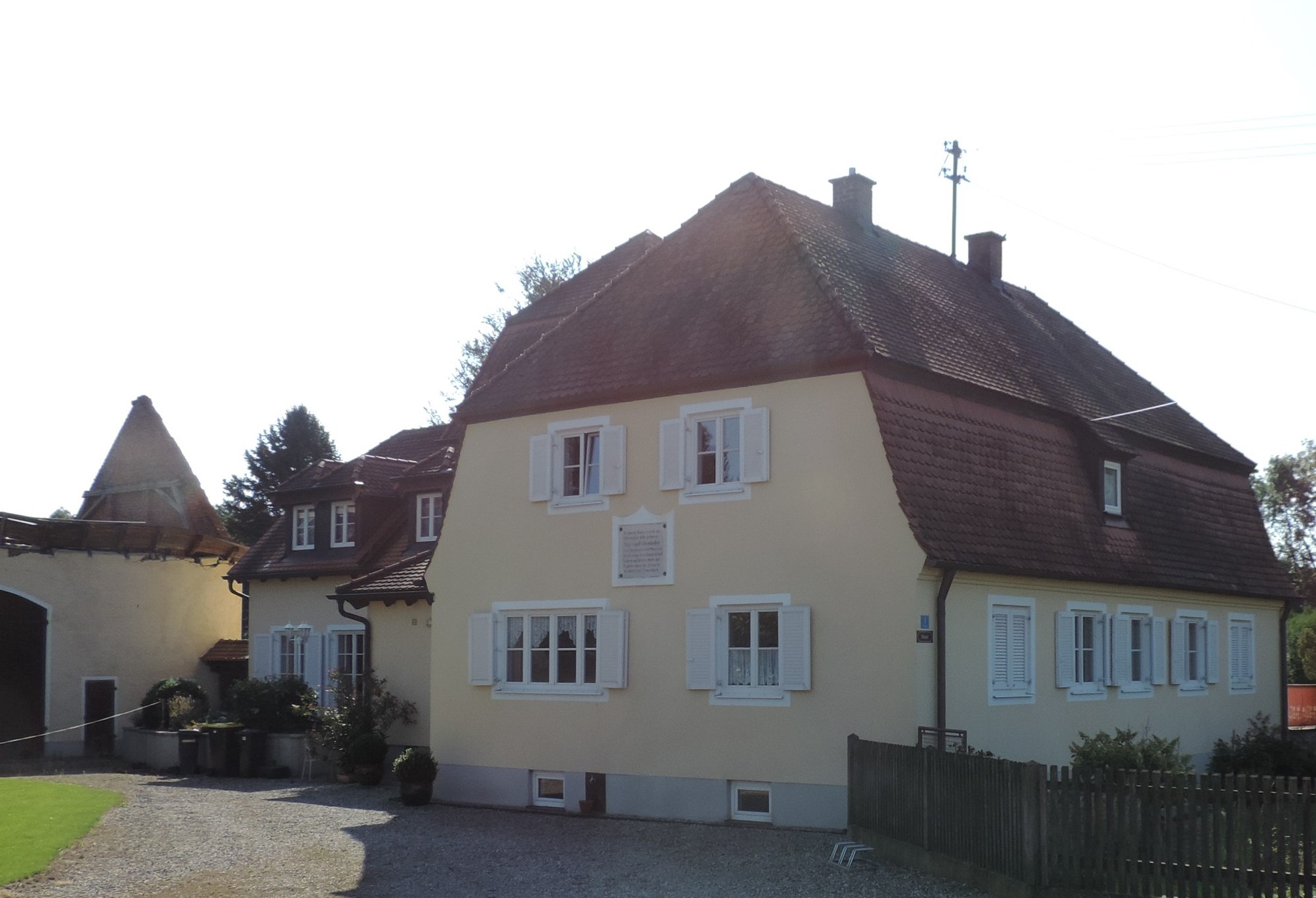
Geburtshaus von Max von Pettenkofer

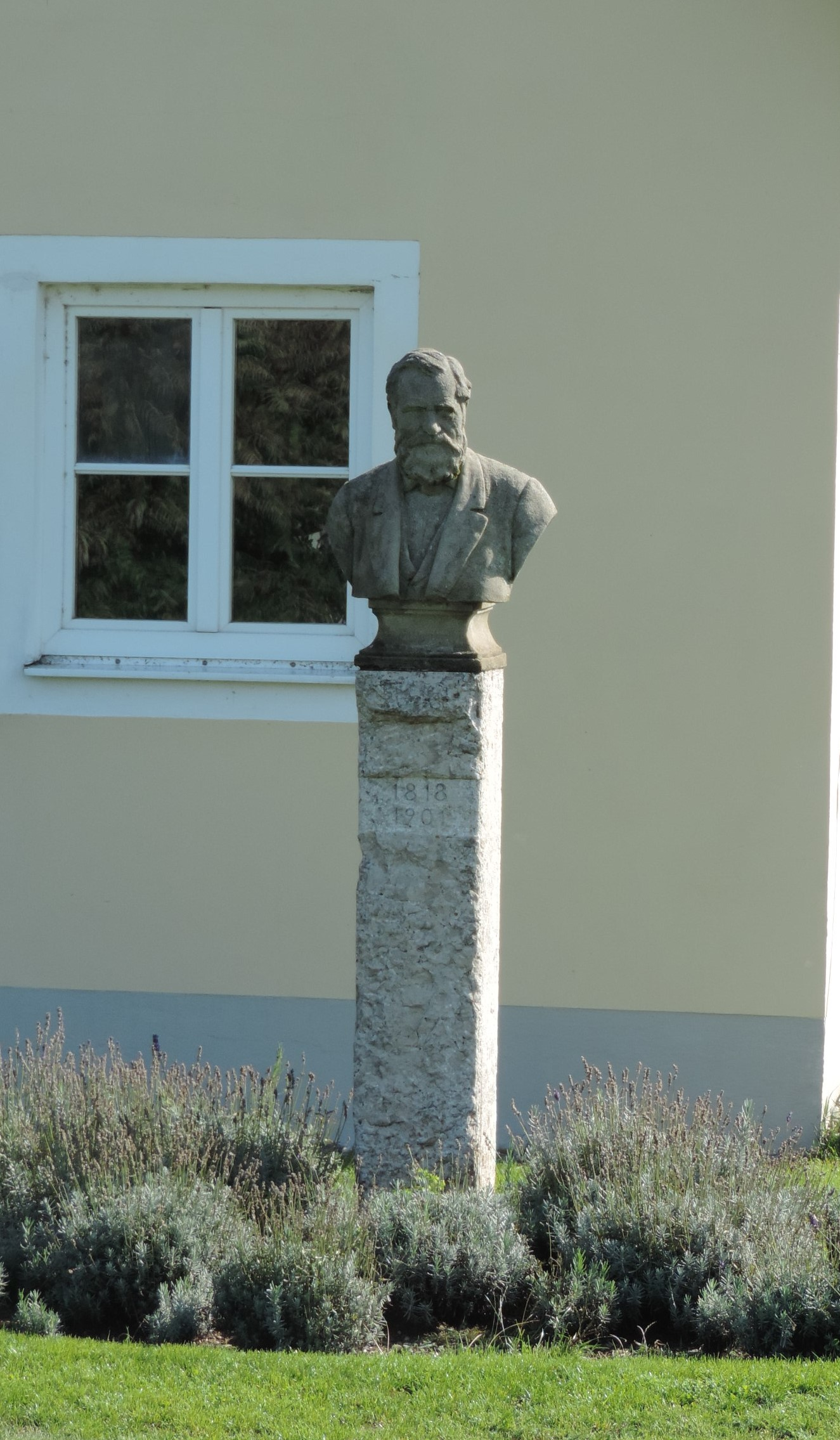
Stele im Areal des Geburtshauses

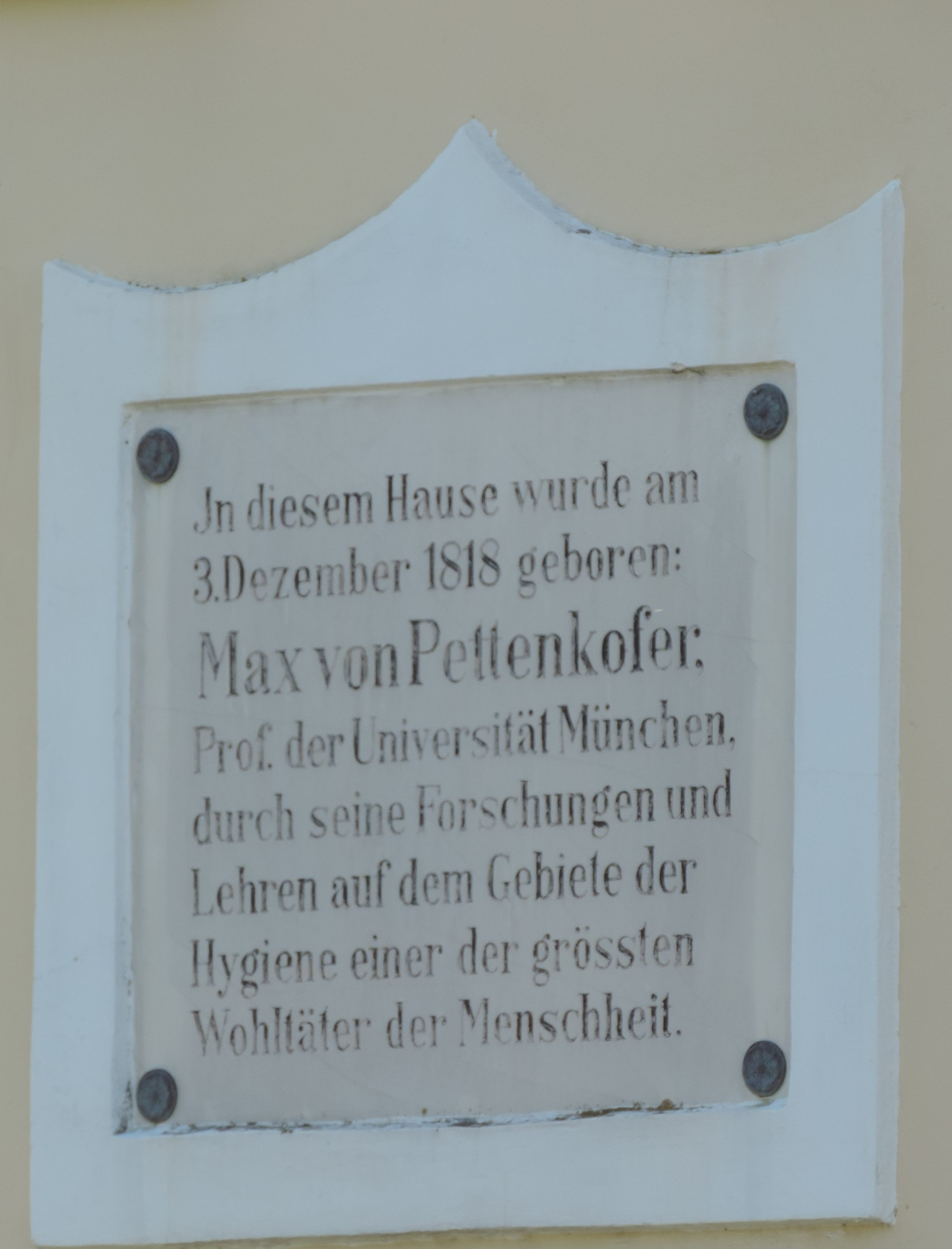
Tafel am Geburtshaus von Max von Pettenkofer

Max Josef Pettenkofer, seit 1883 als nobilitierter Hofbeamter von Pettenkofer (* 3. Dezember 1818 in Lichtenheim bei Neuburg an der Donau im Königreich Bayern; † 10. Februar 1901 in München), war ein deutscher Mediziner, Physiologe, Chemiker und Apotheker sowie Hygieniker und Epidemiologe. Er gründete in München das posthum nach ihm benannte Hygieneinstitut und gilt, zumal ihm 1865 das erste Ordinariat für Hygiene weltweit eingerichtet wurde, als erster Hygieniker Deutschlands und Begründer der modernen Hygiene.

## Leben
Pettenkofer kam auf dem Einödhof Lichtenheim bei Lichtenau am Nordrand des Altbayerischen Donaumoos als fünftes von acht Kindern des Bauern Johann Baptist Pettenkofer (1786–1844) und seiner Ehefrau Barbara Pettenkofer (1786–1837) zur Welt. Die familiären Verhältnisse waren sehr ärmlich. Zum Schulbesuch wurde er nach München in die Obhut seines Onkels Franz Xaver Pettenkofer, der königlich bayerischer Hof- und Leibapotheker war, gegeben. 1837 bestand Max Pettenkofer die Reifeprüfung am (heutigen) Wilhelmsgymnasium München. Er begann ein Studium an der Ludwig-Maximilians-Universität München in Naturwissenschaft, Pharmazie und ab 1841 auch in Medizin sowie Chemie. Sein Onkel war es auch, bei dem Max ab 1839 eine Apothekerlehre machte. Danach setzte er 1841 das Studium fort und schloss es 1843 mit der Promotion zum Doktor der Medizin, Chirurgie und Geburtshilfe ab. Gleichzeitig erwarb er die Approbation als Apotheker. Seine erste Veröffentlichung kam 1842 heraus. Darin beschrieb er ein Verfahren zum Nachweis von Arsen sowie zur Trennung von Arsen und Antimon. Danach beschäftigte er sich an der Julius-Maximilians-Universität Würzburg, wo er im Wintersemester 1843/1844 Schüler von Johann Joseph von Scherer war, mit Chemie und wechselte dann an die Hessische Ludwigs-Universität ins Labor von Justus von Liebig.
Im Juni 1845 heiratete er seine Cousine Helene (1819–1890). Aus der Ehe gingen fünf Kinder hervor, von denen drei vorzeitig starben. Eine eigenständige Entwicklung nahmen Maximilian Pettenkofer (1853–1881) und die Tochter Anna, verheiratete Riediger, (1838–1882).
Da Max Pettenkofer nach dem Studienabschluss in Gießen keine Anstellung fand, kehrte er nach München zurück und widmete sich hier zunächst der Dichtkunst. Das Ergebnis waren die „Chemischen Sonette“, die 1890 in gedruckter Form erschienen. Im Jahr 1845 nahm er eine Tätigkeit am Bayerischen Hauptmünzamt an. Er befasste sich hier mit Verfahren zur verfeinerten Gewinnung von Gold, Silber und Platin bei der Ummünzung des Kronentalers. 1847 wurde er zum außerordentlichen Professor für Pathologisch-chemische Untersuchungen an die Ludwig-Maximilians-Universität München (LMU) berufen. Seine Vorlesungen aus dieser Zeit trugen die Titel „Diätisch-physiologische Chemie“ und „Öffentliche Gesundheitspflege“. Wichtige Erfindungen aus dieser Zeit waren 1849 seine erarbeiteten Vorschläge für eine verbesserte Methode zur Herstellung von Zement. Ein Jahr zuvor hatte er die Kupfer-Amalgam-Zahnfüllung erfunden. Als sein Onkel 1850 starb, übernahm er zusätzlich noch die Leitung der Hofapotheke. Hier wurde erfolgreich „Liebig’s Fleischextrakt“ hergestellt und verkauft. 1852 konnte er König Maximilian II. dazu bewegen, Justus von Liebig nach München zu berufen. Im selben Jahr wurde Pettenkofer ordentlicher Professor für Organische Chemie an der Medizinischen Fakultät in München. Im Jahre 1862 beteiligte er sich an einem sehr erfolgreichen Unternehmen. Es importierte Fleischextrakt aus Uruguay unter der Bezeichnung „Liebigs Extract of Meat Companie“ mit Geschäftssitz in London. In den Jahren 1864 und 1865 übte er das Amt des Rektors der Universität München aus. 1865 wurde er in München erster deutscher Professor für Hygiene sowie erster Lehrstuhlinhaber dieses Faches weltweit; von 1876 bis 1879 wurde das erste Hygieneinstitut gebaut.
Max Pettenkofer trug König Ludwig II. bei einer Privataudienz 1865 seine Vorstellungen zur Gesunderhaltung der Menschen und städtischen Hygiene vor. Ludwig bewirkte daraufhin eine Ministerialentschließung, mit der das Wissenschaftsfach „Hygiene“ am 16. September 1865 zum Nominalfach ernannt wurde. In den Folgejahren kämpfte der „Vater der Städtehygiene“ um die hygienische Sanierung der Stadt München. 1882 prägte Pettenkofer die Bezeichnung Soziale Hygiene im Sinne von öffentliche Gesundheitsfürsorge. Bis 1883 erreichte er es, dass eine vorbildliche Trinkwasserversorgung und ein leistungsfähiges Abwassersystem (Schwemmkanalisation) eingerichtet wurden, was wesentlich verbesserte Lebensbedingungen in die Stadt brachte. 1882 wurde Max Pettenkofer vom bayerischen König in den Erbadel erhoben.
Von 1890 bis 1899 war er Präsident der Bayerischen Akademie der Wissenschaften. Ende 1893 emeritiert, gab er 1896 auch seine Tätigkeit an der Hofapotheke auf. Gegen Ende seines Lebens geriet er aber zunehmend ins wissenschaftliche Abseits, weil er in der Choleraforschung die bakteriologischen Erkenntnisse Robert Kochs nicht anerkennen wollte. Zwar hatte er bereits 1869 die These aufgestellt, dass Cholera und Typhus durch spezifische Mikroorganismen und schlechte Umweltbedingungen hervorgerufen werden, aber ein Nachweis gelang ihm nicht. Als Robert Koch (1843–1910) in Vibrio cholerae 1892 den Erreger der Cholera gefunden hatte, nahm Pettenkofer am 7. Oktober desselben Jahres in einem Selbstversuch eine Vibrionen-Kultur (eine von Koch ihm nach München zugesandte Cholera-Bakterien-„Bouillon“) zu sich, ohne daran allzu schwer zu erkranken und seine Exkremente waren am 17. Oktober wieder frei von Choleraerregern. Dieses von ihm als Experimentum in corpore vili bezeichnete Vorgehen trug er am 12. November 1892 bei einer Sitzung des 1833 gegründeten und heute bestehenden Ärztlichen Vereins München vor. Mit seinem Experiment wollte er beweisen, dass diese Bakterien allein nicht ausreichen, um die Erkrankung auszulösen.
Sein Nachfolger als Leiter des Hygienischen Instituts in München wurde 1894 Hans Buchner.
Geplagt von zunehmenden Schmerzen und starken Depressionen, erschoss sich Max von Pettenkofer im Alter von 82 Jahren am 10. Februar 1901 in seiner Hofapotheker-Wohnung in der Münchner Residenz. Die Obduktion ergab eine chronische Meningitis und Zerebralsklerose.

## Grabstätte und Nachlass

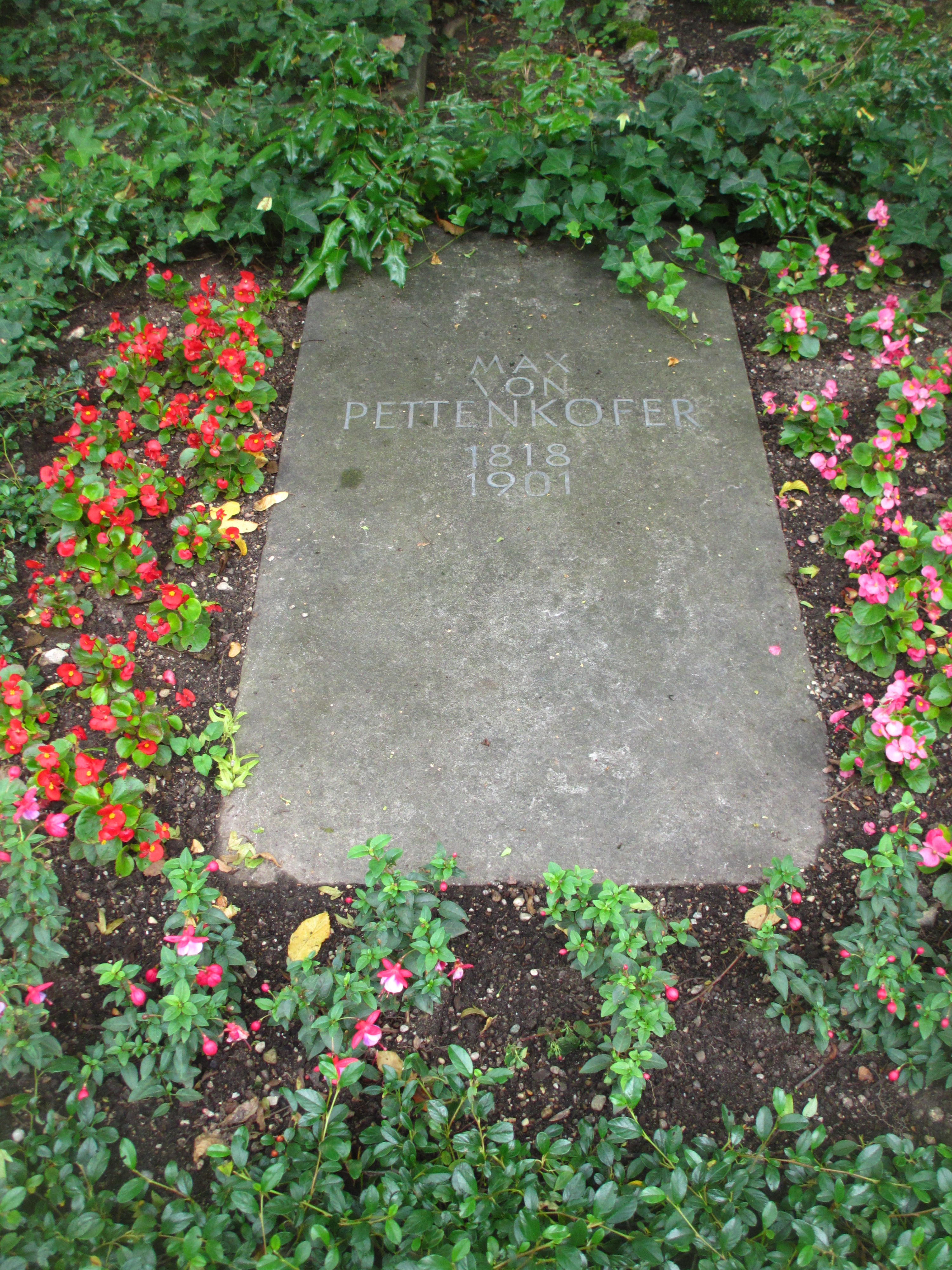
Grab von Max Pettenkofer auf dem Alten Südlichen Friedhof in München

Seine Grabstätte befindet sich auf dem Alten Südlichen Friedhof in München (Gräberfeld 31 – Reihe 1 – Platz 33/34) (Standort). Der Grabstein ist ein Ersatzstein für das zerstörte Originalgrab.
Sein Nachlass wird in der Bayerischen Staatsbibliothek aufbewahrt und wissenschaftlich gepflegt.

## Leistungen

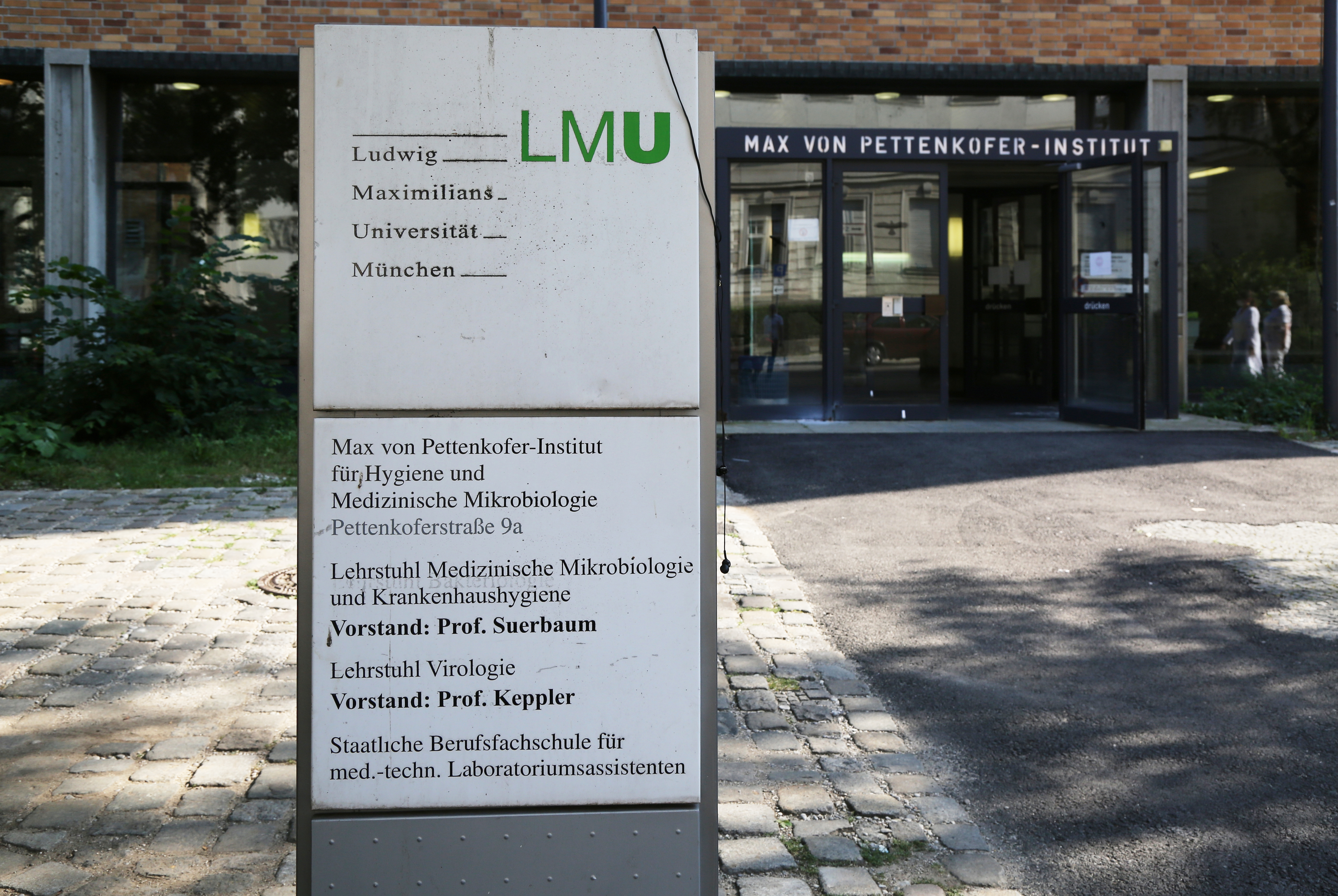
Das von Pettenkofer gegründete und später nach ihm benannte Max-von-Pettenkofer-Institut der LMU München

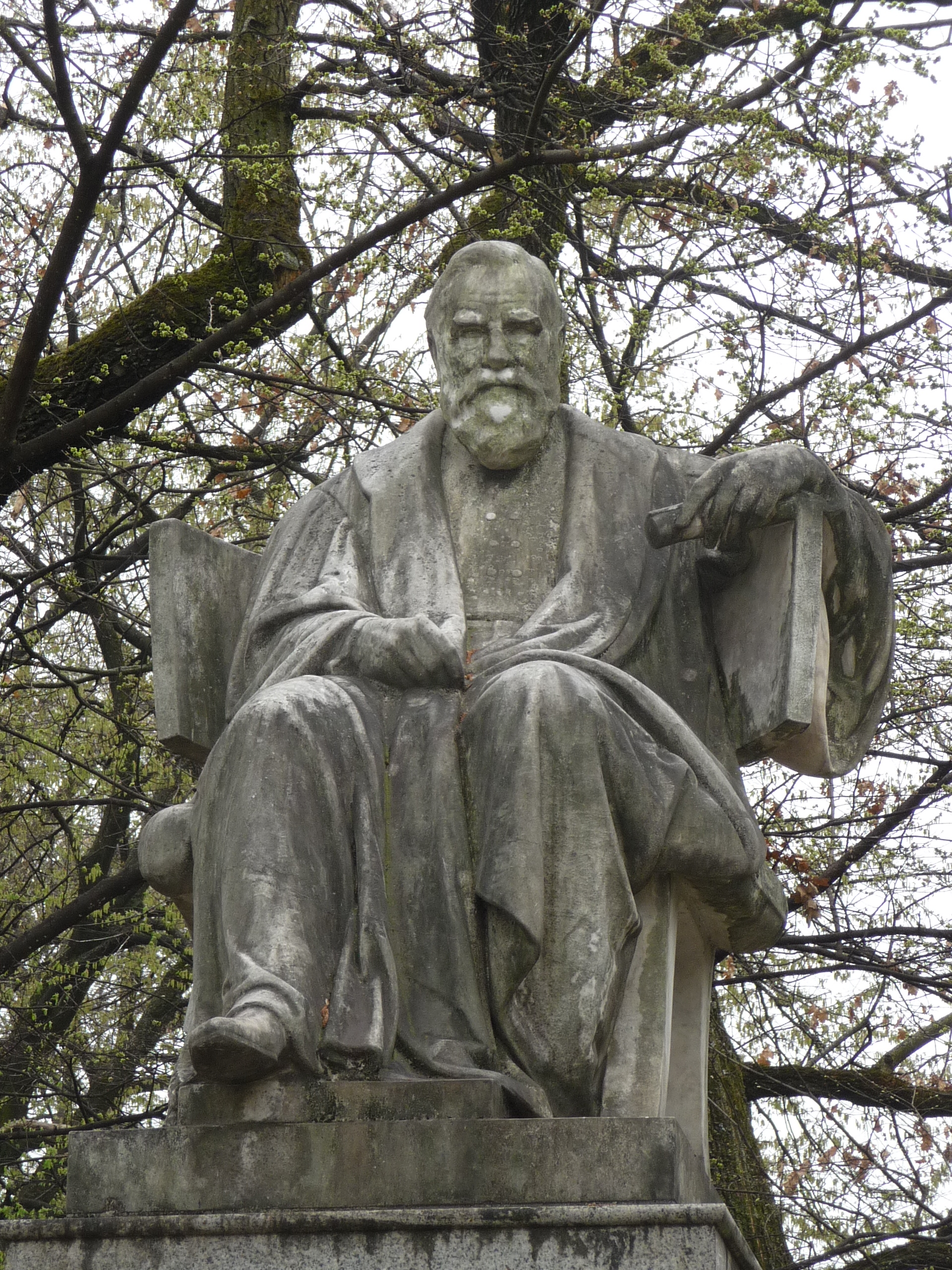
Das Denkmal für Max von Pettenkofer befindet sich am Maximiliansplatz unweit vom Wittelsbacher Brunnen

Pettenkofers anerkanntestes Arbeitsgebiet war die von ihm selbst definierte und mit Inhalt gefüllte Wissenschaft der Hygiene. Er setzte die Hygiene als eigenständigen Bereich der Medizin durch und erkannte zudem damit verbundene wirtschaftliche Aspekte. Daher sprach er auch Verwaltung und Ingenieure an und entwickelte eine Gesundheitstechnik, die zum Beispiel bei der Sanierung Münchens zum Einsatz kam. München verdankt Pettenkofer seine Kanalisation und eine zentrale Trinkwasserversorgung. Gegen Ende des 19. Jahrhunderts galt München als eine der saubersten Städte Europas.
Zu Beginn seiner beruflichen Laufbahn waren Chemie und Physiologie die bevorzugten Arbeitsgebiete. Eine der bedeutendsten Leistungen Pettenkofers ist die Entdeckung von periodisch auftretenden Eigenschaften bei chemischen Elementen (1850). Er schuf damit eine wesentliche Grundlage für die Entwicklung des Periodensystems der Elemente (nach Mendelejews eigenen Angaben war die Arbeit von Einfluss auf ihn). Er ging über die damals schon verbreitete Triaden-Einteilung von Johann Wolfgang Döbereiner hinaus und entdeckte schon Regelmäßigkeiten mit Perioden 8 und 16 (in anderen Gruppen von 5). Mangels Unterstützung durch die Bayerische Akademie der Wissenschaften konnte er seine Forschungen aber nicht weiter fortsetzen. Bei Justus von Liebig entwickelte er den Gallensäurenachweis und arbeitete am Königlichen Hauptmünzamt, wo er verbesserte Methoden zur Edelmetallschmelze und Münzherstellung (1848–1849) anwandte. 1844 entdeckte Pettenkofer das Kreatinin, ein wichtiges Stoffwechselprodukt des Muskelgewebes. Er beschrieb 1857 die Herstellung von Leuchtgas aus Holz (Holzgas) für die Städte Basel und München (1851) und untersuchte (um 1860 und später am Hygieneinstitut) zusammen mit dem Physiologen Carl Voit (1831–1908) Stoffwechselbilanzen, die bis 1861 von ihnen exakt berechnet wurden. Daraus entwickelten die beiden Forscher die Theorie vom Aufbau aller Lebewesen aus vor allem drei zur Ernährung notwendigen organischen Verbindungen: Proteine, Fette und Kohlenhydrate.
Bis heute werden Beatmungsapparate nach dem „Pettenkofer-Prinzip“ gebaut.
Der von Justus von Liebig und Pettenkofer entwickelte Fleischextrakt („Suppenwürfel“ nach Liebig) wurde in industriellem Maßstab mit südamerikanischem Rindfleisch hergestellt.
Mit Carl Voit, dem Pathologen Ludwig Buhl und dem Botaniker Ludwig Radlkofer gab er ab 1865 die Zeitschrift für Biologie heraus. Diese begleitete Pettenkofer 18 Jahre lang als Herausgeber. Pettenkofer war auch Herausgeber der international anerkannten Publikation Archiv für Hygiene, woraus später das Journal of Hygiene and Environmental Medicine entstand.
Später widmete sich Pettenkofer der Epidemiologie. Im Gegensatz zu seinen früheren Arbeiten haben diese Untersuchungen nur noch historischen Wert. Er gehörte im Gegensatz zu sogenannten Kontagionisten wie Franz X. Gietl noch 1881 zur Gruppe, die vor allem Disposition und Konstitution für die Entstehung der Cholera verantwortlich machte. Pettenkofer glaubte nicht, dass die Cholera, die im Rahmen einer Pandemie 1854 auch in München ausbrach, allein von einem Erreger ausgelöst werde, sondern maß der Boden- und Grundwasserbeschaffenheit die Hauptbedeutung zu (Untersuchungen und Beobachtungen über die Verbreitung der Cholera, 1855). Diese These, „nach welcher der Cholerakeim in seiner wirksamen Form erst durch einen Process im Boden zu uns gelangen und seine Wirkung äußern“ könne, vertrat er jahrzehntelang, unter anderem auf wissenschaftlichen „Cholera-Konferenzen“ wie beispielsweise der im Jahr 1867 in Weimar, und er hielt auch nach Robert Kochs Entdeckung des Erregers im Jahre 1884 daran fest. Im Zusammenhang mit der bekannten Auseinandersetzung mit Robert Koch über die Ursache der Cholera schluckte Pettenkofer am 7. Oktober 1892 sogar eine Kultur von Cholera-Bakterien. Er kam mit einer leichten Diarrhöe davon, möglicherweise, weil er durch seine Erkrankung im Juli 1854 noch resistent gegen den Erreger war.
Im Anschluss an seine 1854 erfolgten Untersuchungen zur Cholera lehrte er die örtliche und zeitliche Gebundenheit der Seuchen im Zusammenhang mit dem Grundwasser und dem Klima. Pettenkofer vertrat die Ansicht, die Umweltbedingungen seien von erheblich größerer Bedeutung für die Entstehung einer Krankheit als die bloße Anwesenheit von Krankheitserregern. Er und einige seiner Schüler, die den Versuch wiederholten, erkrankten nicht oder nur leicht, wodurch sich Pettenkofer bestätigt sah. Allerdings irrte er insoweit, als er ein bestimmtes „contagiöses Element Y“ (Miasma) annahm, das – gleich einer chemischen Reaktion – die Entstehung einer Krankheit erst ermöglichte. Die von Pettenkofer und seinen Schülern eingeführte Ortsbesichtigung und ausgiebige statistische Erfassung und Auswertung des Seuchengeschehens ist gleichwohl bis heute in der Epidemiologie üblich.
Bezüglich seuchenhygienischer Maßnahmen gegen die Cholera sprach sich Pettenkofer entschieden gegen die Einschränkung des öffentlichen Lebens für den Fall aus, dass die Epidemie bereits landesweite Ausmaße angenommen hat. „Der freie Verkehr ist ein so großes Gut, dass wir es nicht entbehren könnten, selbst um den Preis nicht, dass wir von Cholera und noch vielen anderen Krankheiten verschont blieben.“
Pettenkofer arbeitete streng naturwissenschaftlich-experimentell und gilt als Begründer der experimentellen Hygiene („Konditionalhygiene“). Auch seine Untersuchungen zu Kleidung, Heizung, Lüftung, Kanalisation und Wasserversorgung trugen experimentelle Züge. Wie sein Lehrer von Liebig war Pettenkofer ein Positivist, das heißt, er erkannte ausschließlich sichtbare, zum Beispiel in Experimenten gewonnene Tatsachen als Erkenntnisquelle an.
Pettenkofer unterlief ein Irrtum, der bis heute nachwirkt, indem viele Menschen glauben, es gebe eine „Atmende Wand“: Er stellte bei frühen Luftwechsel-Messungen in einem Zimmer fest, dass sich nach dem vermeintlichen Abdichten sämtlicher Fugen die Luftwechselrate weniger als erwartet verminderte. Daraus schlussfolgerte er einen erheblichen Luftaustausch durch die Ziegelwände hindurch. Vermutlich kam er nicht darauf, den Kamin eines im Raum befindlichen Ofens abzudichten. Luftaustausch durch die Zimmerwände hindurch sei, so Pettenkofer, ein wesentlicher Beitrag zur Reinigung der Raumluft.
Pettenkofer veröffentlichte insgesamt mehr als 20 Monographien und 200 Originalartikel in wissenschaftlichen und medizinischen Zeitschriften. Seine Verdienste als Begründer der Hygiene, Wegbereiter der Umweltmedizin, experimenteller Feldforscher, Chemiker und Ernährungsphysiologe waren und sind weltweit anerkannt. Die medizinische Chemie verdankt ihm zudem brauchbare Nachweismethoden für Arsen (Marshsche Probe), Zucker und Harnbestandteile. Die durch die Bakteriologie zurückgedrängte pettenkofersche Seuchenlehre erhielt 1898 in einer den Fortschritten angepassten Form eine erneute Anerkennung durch Friedrich Wolter (1863–1918). Für seine wissenschaftlichen Leistungen wurde Pettenkofer am 24. Januar 1900 in den preußischen Orden Pour le Mérite für Wissenschaft und Künste aufgenommen.
Nach Pettenkofer ist der traditionelle hygienische Innenraumluftwert für Kohlenstoffdioxid (CO2) benannt – die Pettenkofer-Zahl. Ihren Grenzwert gab Pettenkofer mit 0,10 Prozent beziehungsweise 1 Promille oder 1000 Parts per million (ppm) an.

## Mitgliedschaften und Ehrungen
- Bayerische Akademie der Wissenschaften, außerordentliches Mitglied (1846), ordentliches Mitglied (1856), Präsident (1890–1899)
- Mitglied der Leopoldina (1859)
- Auswärtiges Mitglied der Göttinger Akademie der Wissenschaften (1874)[34]
- Ehrenmitglied (Honorary Fellow) der Royal Society of Edinburgh (1895)[35]
- Auswärtiges Mitglied der Preußischen Akademie der Wissenschaften (1898)
- Bayerischer erblicher Adel (1883); Titel Exzellenz (1896); Verdienstorden der Bayerischen Krone (1900)
- Bunsen-Pettenkofer-Ehrentafel des DVGW (1900)
- Ehrenbürger der Stadt München (1872); Goldene Bürgermedaille der Landeshauptstadt München (1893); Goldmedaille der Stadt München (1899)
- Mitglied des Obermedizinalausschusses (1849)
- Mitglied der Zwanglosen Gesellschaft München[36] (1852)
- Harben-Medaille des Royal Institute of Public Health, England (1897); Goldmedaille der Chemischen Gesellschaft
- Er ist einer der 23 ursprünglichen Namen auf dem Fries der London School of Hygiene and Tropical Medicine, die Personen aufführen, die sich um öffentliche Gesundheit und Tropenmedizin verdient gemacht haben.

## Benennungen nach Pettenkofer
- Die Bundesrepublik Deutschland brachte anlässlich seines 150. Geburtstages eine 5-D-Mark-Gedenkmünze heraus.
- Nach Max von Pettenkofer ist das Max-von-Pettenkofer-Institut (Institut für Hygiene und Medizinische Mikrobiologie der Universität München) an der Münchner Universität benannt.[37]
- In der Münchner Ludwigsvorstadt sowie in Rosenheim ist die Pettenkoferstraße nach ihm benannt, ebenso in Pirmasens die Straße, in der sich die Rettungswache des ASB und das Städtische Krankenhaus Pirmasens befinden. Ebenso in Ludwigshafen am Rhein die Pettenkoferstraße. In Hannover gibt es seit 1911 eine Pettenkoferstraße.
- Eine Bakterienart ist nach Pettenkofer benannt: Staphylococcus pettenkoferi.
- In Berlin-Friedrichshain ist eine Grundschule und eine Straße nach Pettenkofer benannt.
- Die Bunsen-Pettenkofer-Ehrentafel des Deutschen Vereins des Gas- und Wasserfaches ist nach ihm und Robert Bunsen benannt.
- Das Pettenkofersche Verfahren, eine Gemälderestaurierungstechnik und ein Regenerationsverfahren für „blind“ gewordenen Firnis.[38]
- Nach Max von Pettenkofer ist die Pettenkofer School of Public Health (PSPH) genannt. Getragen wird die PSPHLMU durch die Medizinische Fakultät der Ludwig-Maximilians-Universität München sowie von den beiden Kooperationspartnern, dem Helmholtz-Zentrum München und dem Landesamt für Gesundheit und Lebensmittelsicherheit.
- Als Pettenkofer-Zahl wird der (heute noch gültige) Grenzwert für den Anteil von CO2 an der Innenraumluft von 1000 ppm bezeichnet.[33][39]

## Schriften
- Sichere und Einfache Methode das arsenik von allen anderen ähnlichen Erscheinungen augenfällig zu unterscheiden. In: Repert. für Pharmacie. 77, 1842, S. 289.
- Ueber Mikania Guaco.[40] Dr. C. Wolfsche Buchdruckerei, München 1844, OCLC 311961721 (Dissertation Universität von München: Inaugural-Abhandlung von Max Pettenkofer, Doktor der Medizin, Chirurgie und Geburtshilfe und approbirtem Apotheker. 1844, 38 Seiten Digitalisat der Bayerischen Bibliothek, Signatur Diss 2126/3 (2012), kostenfrei, 42 Seiten im MDZ-Reader, kein Volltext verfügbar, PDF auf Anfrage).
- Ueber das Vorkommen einer großen Menge Hippursäure im Menschenharne. In: Annalen der Chemie und Pharmacie. 52, 1844, S. 86–90.
- Notiz über eine neue Reaction auf Galle und Zucker. In: Annalen der Chemie und Pharmacie. 52, 1844, S. 90–96.
- Ueber die Affinirung des Goldes und über die grosse Verbreitung des Platins. In: München. gelehrte Anzeiger. 24, 1847, S. 589–598.
- Über Chemie in ihrem Verhältniss zur Physiologie und Patologie. 1848.
- Ueber die regelmässigen Abstände der Aequivalentzahlen der sogenannten einfachen Radicale. In: München. Gelehrten Anzeiger. 30, 1850, S. 261–272, Ann. d. Chemie u. Pharmacie. 105, 1858, S. 187.
- Ueber den Unterschied zwischen Luftheizung und Ofenheizung in ihrer Entwicklung auf die Zusammensetzung der Luft der beheizten Räume. In: Polytechn. Journal. 119, 1851, S. 40–51, 282–290.
- Untersuchungen und Beobachtungen über die Verbreitungsart der Cholera. München 1855.
- Ueber die wichtigsten Grundsätze der Bereitung und Benützung des Holzleuchtgases. In: Journal für praktische Chemie. 71, 1857, S. 385–393.
- Ueber den Luftwechsel in Wohngebäuden. München 1858. (online)
- Ueber das Haematonin der Alten und über Aventuringlas. In: Repert für Pharmacie. 73, 1857, S. 50–53.
- Ueber den Luftwechsel in Wohngebäuden. 1858.
- Berricht über Ventilations-Apparate. In: Abhandlungen der naturwissenschaftlich-technischen Commission bei der königlich-bayrischen Akademie. 2, 1858, S. 19–68 und 69–126.
- Ueber die Bestimmung der freien Kohlensäure im Trinkwasser. In: J. f. prakt. Chemie. 82, 1861, S. 32–40.
- Ueber eine Methode, die Kohlensäure in der atmosphärischen Luft zu bestimmen. In: Journal für Praktische Chemie. 85, 1862, S. 165–184. (babel.hathitrust.org)
- Ueber die Respiration. In: Annalen der Chemie und Pharmacie. Suppl. 2, 1862/1863, S. 1–52.
- Ueber die Funktion der Kleider. In: Zeitschrift für Biologie. Heft 1, 1865, S. 180–194. (online)
- Untersuchung über den Stoffverbrauch des normalen Menschen. In: Zeitschrift für Biologie. Heft 2, 1866, S. 459–573.
- Ueber den Stoffverbrauch bei Zuckerharnruhr. In: Z. f. Biol. 3, 1867, S. 380–444.
- Boden und Grundwasser in ihren Beziehungen zu Cholera und Typhus. München 1869.
- Beziehungen der Luft zu Kleidung, Wohnung und Boden : drei populäre Vorlesungen gehalten im Albert-Verein zu Dresden am 21., 23, und 25. März 1872. 1872. (Volltext)
- Ueber Nahrungsmittel im Allgemeinen und über den Werth des Fleischextracts als Bestandtheil der menschlichen Nahrung insbesondere. In: Ann. d. Chemie u. Pharmacie. 167, 1873, S. 271–292.
- Vorträge über Canalisation und Abfuhr. München 1876.
- Der Boden und sein Zusammenhang mit der Gesundheit des Menschen. In: Dtsch. Rundschau. 29, 1881, S. 217–234.
- Das Hygienische Institut der Königl. bayer. Ludwigs-Maximilians-Universität München. 1882. (online)
- Handbuch der Hygiene und der Gewerbekrankheiten. (Zweiter Teil (online)), 1882.
- Beleuchtung des königlichen Residenztheaters in München mit Gas und mit elektrischem Licht. In: Arch. f. Hygiene. 1, 1883, S. 384–388.
- Aetiologie des Abdomal-Typhus. In: Archiv für öffentliche Gesundheitspflege. 9, 1884, S. 92–100.
- Die Cholera. 1884.
- München, eine gesunde Stadt. 1889
- Die Verunreinigung der Isar durch das Schwemmsystem von München. München 1890.
- Ueber die Selbstreinigung der Flüsse. In: Deutsche medizinische Wochenschrift. 17, 1891, S. 1277–1281.
- Choleraexplosionen und Trinkwasser. In: Münchener medizinische Wochenschrift. 48, 1894, S. 22–223 und 248–251.

## Weblinks

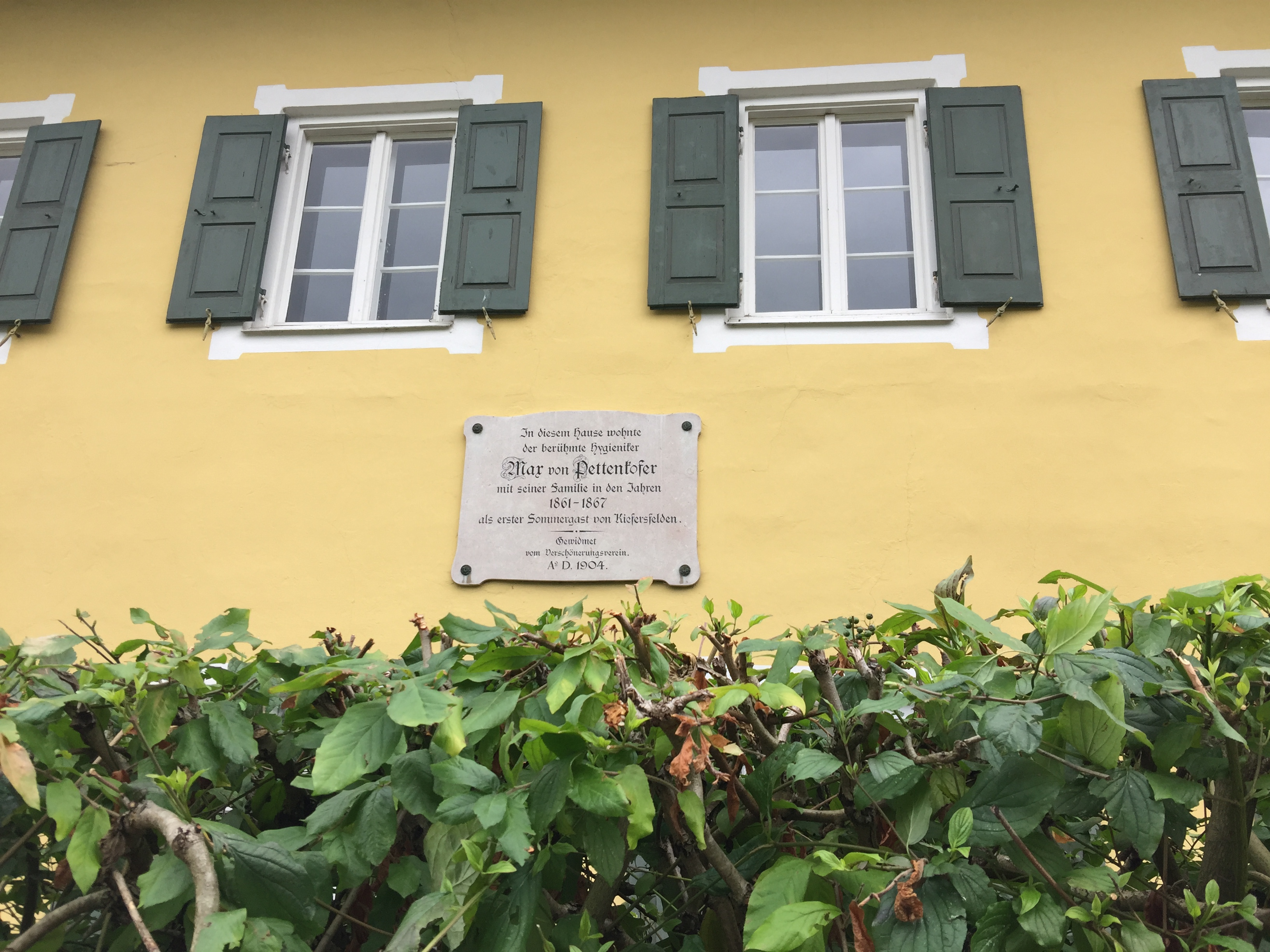
An diesem Wohnhaus in der König-Otto-Straße im oberbayerischen Kiefersfelden befindet sich eine Tafel, auf der Max von Pettenkofer als erster Sommergast der 1860er-Jahre verewigt wurde